# Gerhard Drees (Ingenieur)
Gerhard Drees (* 6. August 1925 in Isenhagen-Hankensbüttel; † 22. März 2015 in Stuttgart) war ein deutscher Bauingenieur, Hochschullehrer und Unternehmer. Er war langjähriger Ordinarius an der Universität Stuttgart und Mitbegründer der Beratungsgesellschaft Drees & Sommer.

## Leben

### Studium und Anfänge der Karriere
Während des Zweiten Weltkriegs diente Drees seit 1943 bei der Wehrmacht und wurde gefangen genommen. Nach seiner Rückkehr aus der Kriegsgefangenschaft nahm er ab 1948 das Studium im Bauwesen an der Technischen Hochschule Hannover auf, das er 1953 mit dem akademischen Grad des Diplom-Ingenieurs abschloss. Er erhielt ein Forschungsstipendium am Institut für Baumaschinen und Baubetrieb der RWTH Aachen bei Georg Garbotz und promovierte 1956. Danach betätigte er sich bis 1958 als Bauberater in Belgien und Spanien, nachfolgend als Mitarbeiter und ab 1960 bis 1963 als Mitglied in der Geschäftsleitung der Düsseldorfer Bauunternehmung Carl Brandt.

### Wissenschaftler und Hochschullehrer
Im Jahre 1963 wurde Drees an den Lehrstuhl für Baubetriebslehre der Stuttgarter TH berufen. 1964 gründete er das Institut für Baubetriebslehre, das sich mit den Themen der Wirtschaftlichkeit und des Projektmanagements im Bauwesen befasst und wurde sein Direktor. Drees wirkte bei der Erarbeitung der bis heute in Deutschland geltenden Gliederung der Baukosten mit und sein zehn Mal verlegtes Handbuch Kalkulation von Baupreisen gilt als Standardwerk. Drees veröffentlichte über einhundert wissenschaftliche Arbeiten, die zum Teil ins Englische, Polnische und Norwegische übersetzt wurden. Professor Drees war Doktorvater von 39 Dissertationen, darunter auch die von Fritz Berner, Bernd Kochendörfer und Rainer Schach. In den Ruhestand ging er 1993, jedoch leitete er das Institut noch bis 1994, als mit Fritz Berner sein Nachfolger berufen wurde. Auch als Emeritus arbeitete Drees wissenschaftlich.
Am 13. Oktober 2000 wurde ihm die Ehrendoktorwürde der Rheinisch-Westfälischen Technischen Hochschule Aachen verliehen.

### Berater und Unternehmer
Im Jahre 1970 gründete Gerhard Drees mit Volker Kuhne in Stuttgart das Ingenieurbüro Drees, Kuhne u. Partner, das sich auf Netzplantechnik, Fertigungsplanung, Betriebsorganisation und Bauberatungen spezialisierte. 1973 wurde Hans Sommer Partner, bald nahm das Büro den Namen Drees & Sommer an. Nach stetigem Wachstum, Erweiterung des Leistungsportfolios und Eröffnung von mehreren Niederlassungen wurde 1991 Drees & Sommer zur Aktiengesellschaft umgewandelt und Gerhard Drees wurde Aufsichtsratsvorsitzender. Diese Funktion übte er bis Anfang 2008 aus, blieb jedoch auch danach weiterhin Mitinhaber der Unternehmensgruppe.
In den Jahren 1999 bis 2001 war Drees als Berater des Bundesministeriums für Bildung und Forschung tätig.

### Privatleben
Gerhard Drees war mit Jutta Drees verheiratet. Gerhard und Jutta Drees haben 4 Kinder und 8 Enkelkinder. Seine älteste Tochter Verena ist Architektin bei der Stadt Hamburg, seine Tochter Alexa ist Senior Consultant Training und Projects bei Siemens in München, sein Sohn Joachim Drees war Vorstand von Drees & Sommer AG und wurde zum Vorstand von MAN Truck & Bus AG und 2015 zum Vorstandsvorsitzenden der MAN SE berufen und sein jüngster Sohn Philipp ist Ordinarius für Orthopädie an der Universitätsmedizin Mainz.